# بونيون كستنائي البصيلة
بونيون كستنائي البصيلة أو آكثار أجرد أو تغلوطة أو آاکثار الخيميات  أو جوز أرقم (الاسم العلمي Bunium bulbocastanum)،
نوع من البونيون لكنه نبات عسقولي، سوقه جرداء نحيلة، أوراقه صغيرة تشبه أوراق البقدونس.
ازهاره صفراء اللون وبتلاتها كاملة وحسنة، ينبت طبيعيًا في أكثر الإقاليم المعتدلة الحرارة.